# Roman de Renart

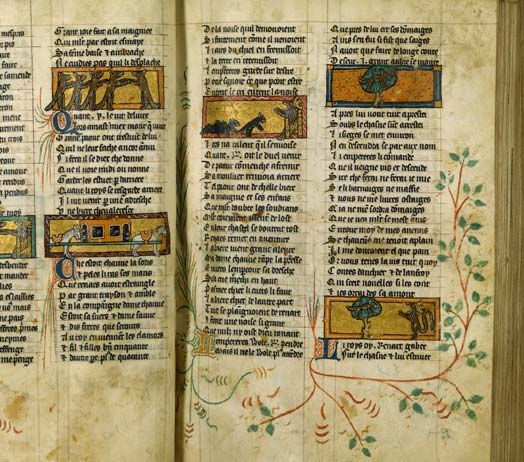
Roman de Renart, Handschrift des 14. Jahrhunderts; BNF, Paris, Ms fr.12584f. 18v-19r

Le Roman de Renart, der Fuchsroman, ist ein Werk der altfranzösischen Literatur, das ab etwa 1170 im Norden Frankreichs entstand und die nachfolgenden Fuchsdichtungen in Europa maßgeblich beeinflusste.

## Entstehung und Überlieferung

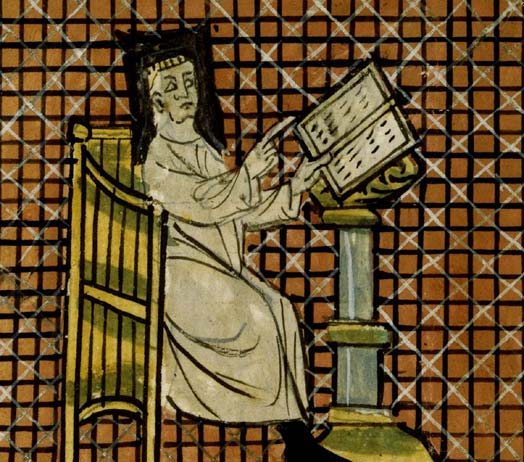
Miniatur, die einen Priester des Klosters von La Croix-en-Brie darstellt, der gerade eine neue branche des Roman de Renart verfasst.
BNF, Paris; Manuscrits, français 1580 f. 34v

Die erste Version dieses bis etwa 1250 fortgeschriebenen Werkes verfasste auf der Basis mittellateinischer Vorlagen (besonders der Ysengrimus des Nivard von Gent) vermutlich ein Pierre de Saint-Cloud, dessen Existenz lediglich dadurch belegt ist, dass unbekannte Verfasser an einigen Stellen des Roman über ihn berichten, wonach er zwischen 1174 und 1177 an der Geschichte gearbeitet habe. Pierres Text wurde anschließend über mehr als hundert Jahre hinweg von ca. zwanzig verschiedenen, anonym gebliebenen Autoren in sogenannten branches  variiert und umgestaltet sowie um neue Episoden erweitert. Der Roman de Renart ist in 20 Handschriften und Fragmenten überliefert, die zusammen etwa 25.000 Verse umfassen.

## Inhalt
Der Roman de Renart ist kein Roman, sondern eine Sammlung von Episoden, die auf unterschiedlichen Quellen beruhen. Protagonist der in achtsilbigen und paarweise reimenden Versen erzählten, teilweise schwankhaften Tierepisoden ist der schlaue Fuchs, der stets nur seinen Vorteil sucht und diesen mal mehr, mal weniger abenteuerlich und erfolgreich auf Kosten anderer Tiere oder gelegentlich auch der Menschen erreicht. So wird zum Beispiel in der Branche II die Fabel des Äsop vom Fuchs und Raben, der beim Singen den Käse fallen lässt, erzählt. Das Fischabenteuer (Branche III), in dem der Fuchs dem Wolf beim Angeln übel mitspielt, stammt aus dem mittellateinischen Ysengrimus und wurde durch die zahlreichen späteren Bearbeitungen des Fuchs-Stoffes bis heute erhalten, ebenso wie das Brunnenabenteuer, in dem der Fuchs den Wolf im Eimer hängen lässt.

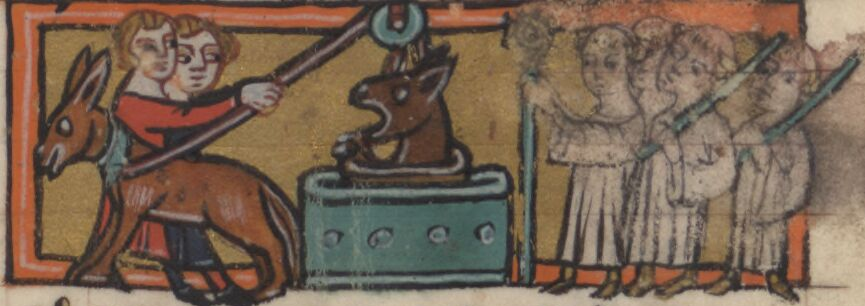
Das Brunnenabenteuer. Miniatur aus dem Roman de Renart, BNF, Paris; Ms fr.12584

Der Hoftag beim König Noble, bei dem die Tiere Klage führen gegen den Fuchs, geht auf die mittellateinische Ecbasis captivi zurück; die Burg des Fuchses, Malepartus (französisch Maupertuis), ist im Roman de Renart ausführlich ausgemalt und manifestiert die Rolle Renarts als baron revolté, als Adligen, der die Macht des Königs ständig gefährdet.
Die Tiere im Roman de Renart sind anthropomorphe Figuren, die zunehmend Eigennamen erhielten, mit denen sie in den späteren Bearbeitungen in Europa identifiziert wurden.

## Merkmale
Der Roman de Renart war ursprünglich offenbar in vielen Partien ein humoristisch-realistisches und teils parodistisches Kontrastprogramm zum eher idealistischen Höfischen Roman, wie er zum Beispiel von Chrétien de Troyes überliefert ist. Die angesprochene Leser- bzw. Hörerschaft war also zunächst dieselbe wie die des Höfischen Romans. Allerdings hat der Renart auch rasch beim städtisch-bürgerlichen Publikum Anklang gefunden, das sich gegen 1200 herauszubilden begann.
Die Figur des verschlagenen Renart wurde durch den Roman so populär, dass sein Name (der dem deutschen „Reinhard“ entspricht) zur Vokabel wurde, die als renard das ursprüngliche französische Wort für „Fuchs“, goupil, verdrängte.

## Rezeption
Die im Roman de Renart gesammelten Geschichten bilden eine wichtige Quelle der europäischen Tierepik. Verschiedene Fassungen des Reineke-Fuchs-Stoffes beruhen direkt oder indirekt auf der altfranzösischen Vorlage.
Der Renart le Nouvel, ein neuer Renart, verfasst von einem Jacquemart Gielée Ende des 13. Jahrhunderts, betont in moralischer Absicht den Fuchs als Allegorie des Bösen.
Eine mittelhochdeutsche Fuchsdichtung auf der Basis des Roman de Renart, Reinhart Fuchs, verfasste gegen Ende des 12. Jahrhunderts der Elsässer Heinrich, vermutlich als Kritik gegen die Staufer. Das mittelniederländische Tierepos eines Flamen namens Willem aus dem 13. Jahrhundert, Van den vos Reynaerde, enthält deutliche Spuren des Roman de Renart. Die Erweiterung dieser Geschichte durch einen unbekannten Bearbeiter im 14. Jahrhundert als Reynaerts Historie wurde durch den frühen Buchdruck grundlegend für die Verbreitung des Stoffes in ganz Europa. Heute ist die bekannteste deutsche Fassung des Epos, die über die mittelniederländische Vermittlung auf den altfranzösischen Roman zurückgeht, der Reineke Fuchs Johann Wolfgang von Goethes.
Von 1929 bis 1931 verfilmte der Puppentrickfilmer Władysław Starewicz die Fuchsdichtung unter dem Titel Le Roman de Renard als abendfüllenden Animationsfilm. Nachdem die Nachvertonung des Films jahrelang unvollendet geblieben war, wurde das Werk schließlich 1937 unter dem Titel Reineke Fuchs in Berlin uraufgeführt. Die französischsprachige Originalfassung wurde erst 1941 vollendet.